# Cerâmica Satsuma

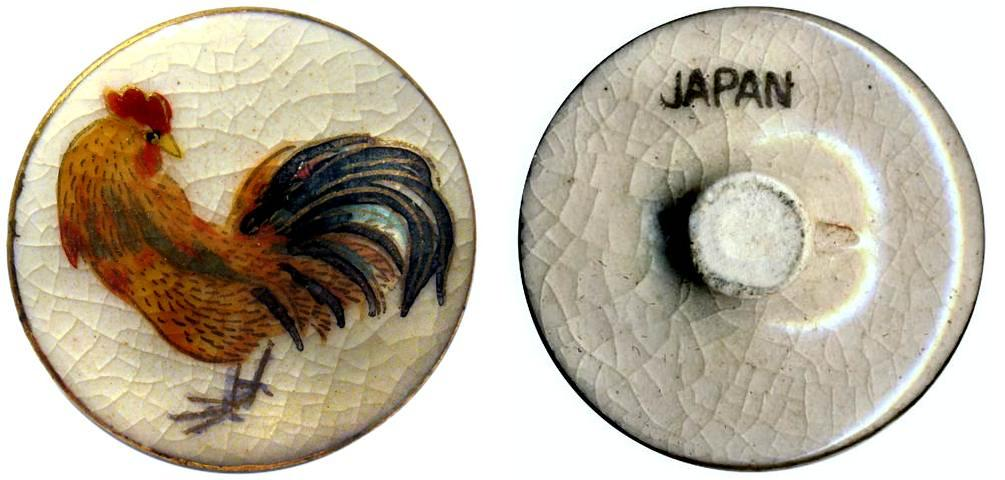
Um botão pictórico da louça moderna Satsuma representando um galo. (cortesia dePeach State Button Club)

A louça Satsuma (薩摩焼 satsuma-yaki), às vezes referida como "porcelana Satsuma", [carece de fontes?] é um tipo de cerâmica japonesa feita de barro. Se originou no último século XVI, durante o período Azuchi-Momoyama e ainda é produzida hoje. Embora o termo possa ser usado para descrever uma variedade de tipos de cerâmica, o tipo melhor conhecido da louça Satsuma tem um esmalte crepitado, leve, de cor marfim, com policromo elaborado e ornamentações de ouro.[carece de fontes?]
A louça Satsuma nasceu quando o príncipe Shimazu do reino Satsuma na Kyūshū do sul sequestrou oleiros coreanos qualificados após as invasões japonesas na Coreia de Toyotomi Hideyoshi para estabelecer uma indústria cerâmica local. Depois da mostra na exposição internacional em Paris em 1867, se provou popular como  exportação para a Europa.